# Angelo Ogbonna
Angelo Obinze Ogbonna (23. květen 1988, Cassino, Itálie) je italský fotbalový obránce nigerijského původu. V současnosti obléká dres anglického Watfordu.

## Přestupy
- Turín – Juventus za 15 000 000 Euro
- Juventus – West Ham za 11 000 000 Euro
- West Ham – Watford zadarmo

## Reprezentační kariéra
V A-týmu Itálie debutoval 11. listopadu 2011 v přátelském zápase ve Vratislavi proti domácímu Polsku (výhra 2:0).

Ogbonna se zúčastnil Mistrovství Evropy ve fotbale 2012 v Polsku a na Ukrajině, kde se Itálie probila až do finále, v němž podlehla Španělsku 0:4. Nezasáhl však do žádného zápasu.

## Statistika

### Klubová
| Sezóna             | Klub               | Liga               | Liga   | Liga | Národní poháry | Národní poháry | Národní poháry | Kontinentální poháry | Kontinentální poháry | Kontinentální poháry | Celkem | Celkem |
| Sezóna             | Klub               | Soutěž             | Zápasy | Góly | Soutěž         | Zápasy         | Góly           | Soutěž               | Zápasy               | Góly                 | Zápasy | Góly   |
| ------------------ | ------------------ | ------------------ | ------ | ---- | -------------- | -------------- | -------------- | -------------------- | -------------------- | -------------------- | ------ | ------ |
| 2006/07            | Turín              | Serie A            | 4      | 0    | IP             | 0              | 0              | -                    | 0                    | 0                    | 4      | 0      |
| 2007/08            | Crotone            | Serie C1           | 22+2   | 0    | -              | 0              | 0              | -                    | 0                    | 0                    | 24     | 2      |
| 2008/09            | Turín              | Serie A            | 19     | 0    | IP             | 4              | 0              | -                    | 0                    | 0                    | 23     | 0      |
| 2009/10            | Turín              | Serie B            | 28+3   | 4    | IP             | 1              | 0              | -                    | 0                    | 0                    | 32     | 1      |
| 2010/11            | Turín              | Serie B            | 35     | 0    | IP             | 2              | 0              | -                    | 0                    | 0                    | 37     | 0      |
| 2011/12            | Turín              | Serie B            | 39     | 0    | IP             | 2              | 0              | -                    | 0                    | 0                    | 41     | 0      |
| 2012/13            | Turín              | Serie A            | 22     | 0    | IP             | 1              | 0              | -                    | 0                    | 0                    | 23     | 0      |
| Celkem za Turín    | Celkem za Turín    | Celkem za Turín    | 150    | 1    | -              | 9              | 0              | -                    | 0                    | 0                    | 159    | 1      |
| 2013/14            | Juventus           | Serie A            | 16     | 0    | IP+IS          | 2+1            | 0              | LM+EL                | 3+3                  | 0                    | 25     | 0      |
| 2014/15            | Juventus           | Serie A            | 25     | 0    | IP+IS          | 4+0            | 0              | LM                   | 1                    | 0                    | 30     | 0      |
| Celkem za Juventus | Celkem za Juventus | Celkem za Juventus | 41     | 0    | -              | 7              | 0              | -                    | 7                    | 0                    | 55     | 0      |
| 2015/16            | West Ham           | Premier League     | 28     | 0    | AP+ALP         | 5+0            | 1              | EL                   | 1                    | 0                    | 34     | 1      |
| 2016/17            | West Ham           | Premier League     | 20     | 0    | AP+ALP         | 1+3            | 0              | EL                   | 2                    | 0                    | 26     | 0      |
| 2017/18            | West Ham           | Premier League     | 32     | 1    | AP+ALP         | 3+4            | 0+2            | -                    | 0                    | 0                    | 39     | 3      |
| 2018/19            | West Ham           | Premier League     | 24     | 1    | AP+ALP         | 2+3            | 0+2            | -                    | 0                    | 0                    | 29     | 3      |
| 2019/20            | West Ham           | Premier League     | 31     | 2    | AP+ALP         | 2+0            | 0              | -                    | 0                    | 0                    | 33     | 2      |
| 2020/21            | West Ham           | Premier League     | 28     | 3    | AP+ALP         | 2              | 0              | -                    | 0                    | 0                    | 30     | 3      |
| 2021/22            | West Ham           | Premier League     | 11     | 1    | AP+ALP         | 0+0            | 0              | EL                   | 0                    | 0                    | 11     | 1      |
| 2022/23            | West Ham           | Premier League     | 16     | 0    | AP+ALP         | 3+1            | 0              | EKL                  | 10                   | 0                    | 30     | 0      |
| 2023/24            | West Ham           | Premier League     | 11     | 0    | AP+ALP         | 1+2            | 0              | EL                   | 2                    | 0                    | 16     | 0      |
| Celkem za West Ham | Celkem za West Ham | Celkem za West Ham | 201    | 8    | -              | 32             | 5              | -                    | 15                   | 0                    | 249    | 13     |
| 2024/25            | Watford            | Championship       | ?      | ?    | AP+ALP         | ?+?            | ?              | -                    | ?                    | ?                    | ?      | ?      |
| Celkově            | Celkově            | Celkově            | 416    | 9    | -              | 50             | 5              | -                    | 22                   | 0                    | 487    | 14     |

### Reprezentační

#### Statistika na velkých turnajích
| Reprezentace | Rok     | Zápasy                      | Zápasy | Zápasy | Zápasy           | Zápasy           | Zápasy   |
| Reprezentace | Rok     | Fáze turnaje                | Datum  | Soupeř | Odehraných minut | Vstřelené branky | Výsledek |
| ------------ | ------- | --------------------------- | ------ | ------ | ---------------- | ---------------- | -------- |
| Itálie       | ME 2012 | Neodehrál žádné ze 6 utkání |        |        |                  |                  |          |
| Itálie       | ME 2016 | 3 zápas ve skupině          | 22. 6. | Irsko  | 90               | 0                | 0:1      |

## Úspěchy

### Klubové

#### Národní
- vítěz italské ligy (2x)

Juventus: 2013/14, 2014/15
- vítěz italského poháru (1x)

Juventus: 2014/15
- vítěz italského superpoháru (1x)

Juventus: 2013

#### Kontinentální
- vítěz evropské konferenční ligy UEFA (1x)

West Ham: 2022/23

### Reprezentační
- 2× na ME (2012 - stříbro, 2016)